# Periclimenes brevicarpalis
Periclimenes brevicarpalis är en kräftdjursart som först beskrevs av Schenkel 1902.  Periclimenes brevicarpalis ingår i släktet Periclimenes och familjen Palaemonidae. Inga underarter finns listade i Catalogue of Life.

## Bildgalleri

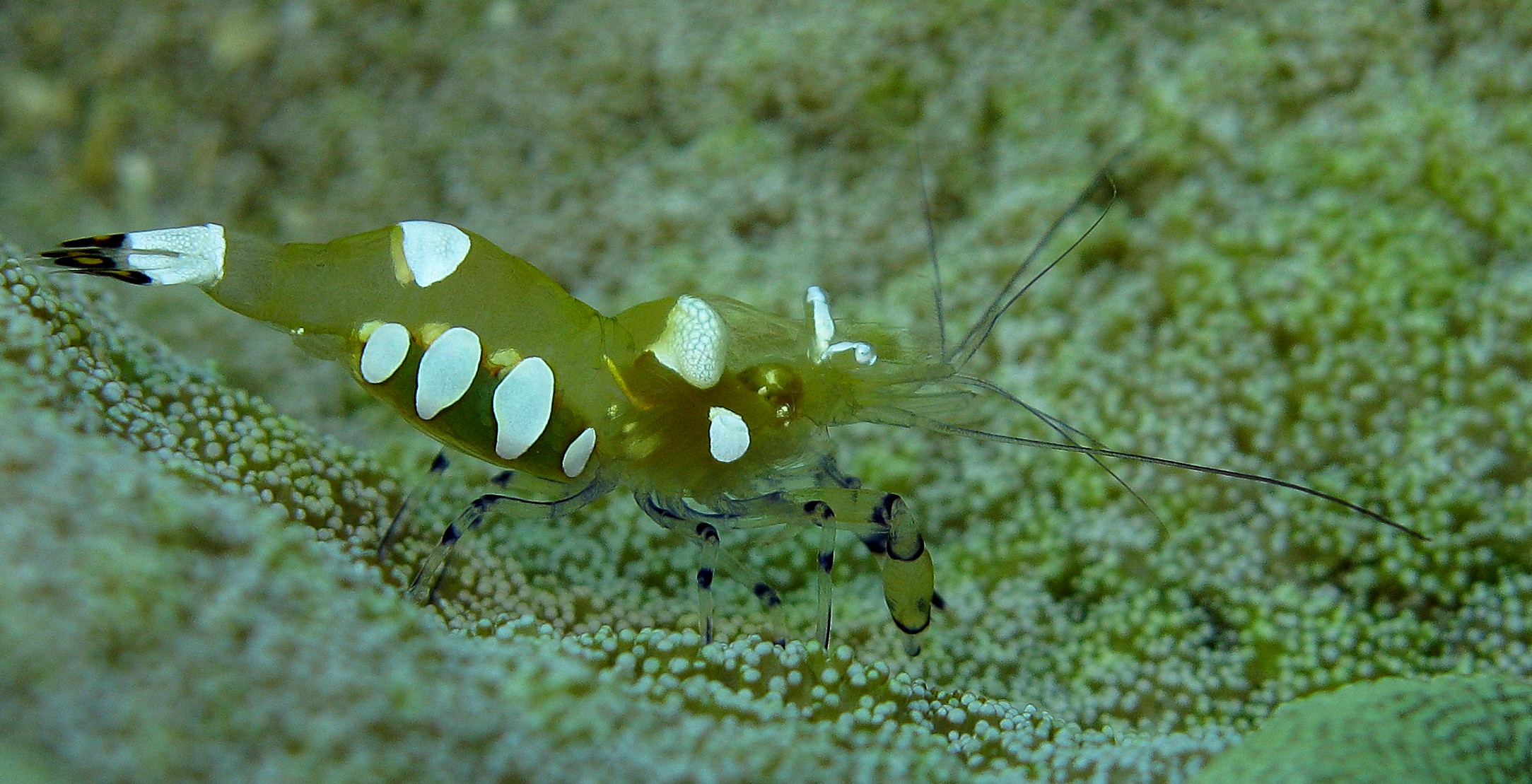